# Travis Bickle

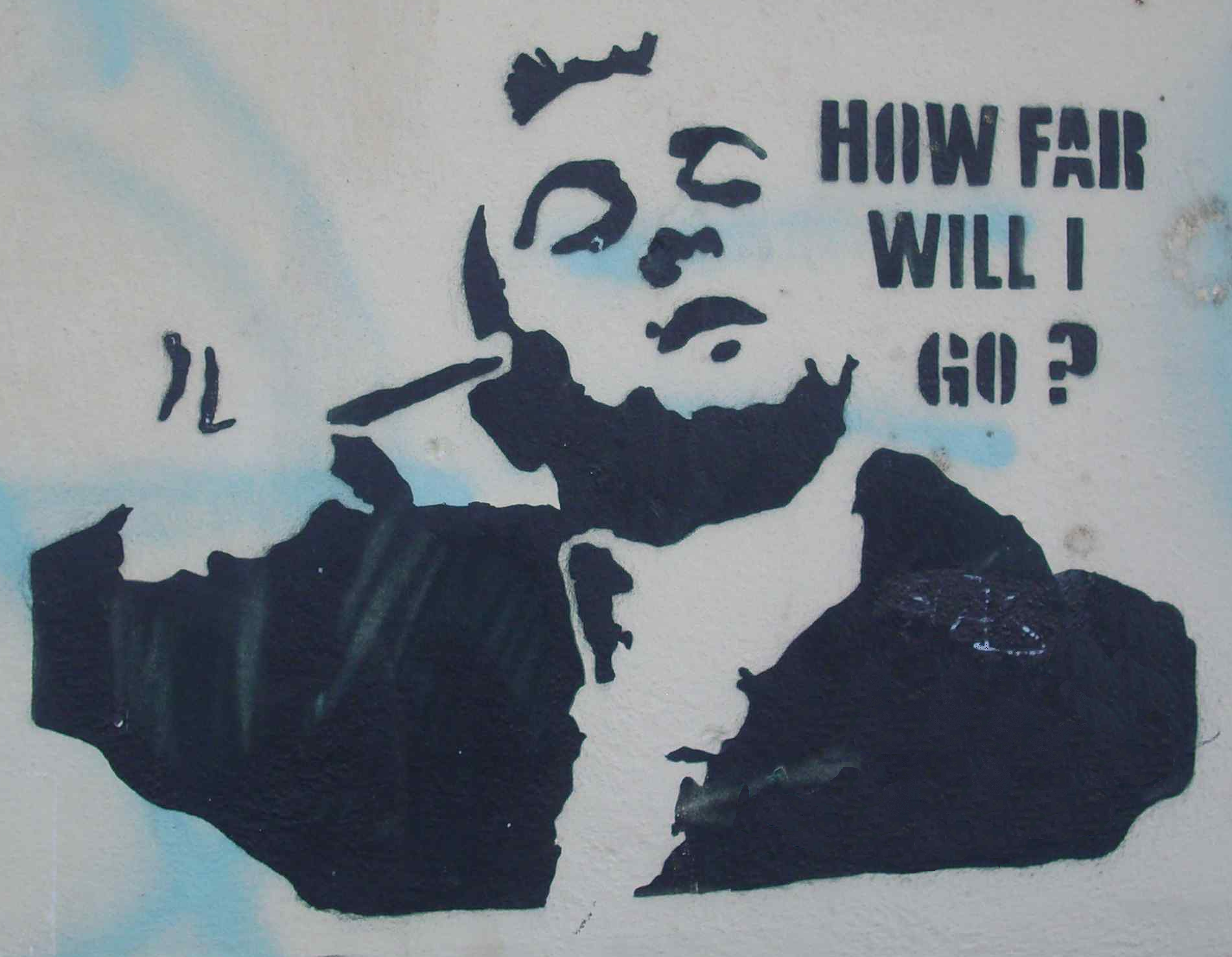
Travis Bickle. Graffiti w Ratyzbonie

Travis Bickle – postać fikcyjna, główny bohater filmu Taksówkarz z 1976 roku w reżyserii Martina Scorsese. W rolę tę wcielił się Robert De Niro i otrzymał za nią nominację do Oscara.

## Życiorys
Niewiele wiadomo na temat przeszłości Bickle'a poza tym, że należał do jednostki Marines i brał udział w Wojnie wietnamskiej. W maju 1973 roku został honorowo zwolniony ze służby. W trakcie akcji filmu ma 26 lat. Po powrocie do kraju nie potrafi odnaleźć się w społeczeństwie, ma niewielu przyjaciół i cierpi na bezsenność. Z tego powodu zatrudnia się jako taksówkarz na nocną zmianę. Pracuje w niebezpiecznej dzielnicy, a jego pasażerami są złodzieje, prostytutki i sutenerzy. Czuje do nich wstręt i fantazjuje o „zmyciu tych brudów z ulicy”.
Z czasem poznaje Betsy (Cybill Shepherd), która pracuje w biurze wyborczym kandydata na prezydenta, senatora Charlesa Palantine'a. Początkowo obserwuje ją z taksówki, aż w końcu decyduje się porozmawiać z nią pod pretekstem wsparcia kandydata. Umawiają się na kawę. Podczas rozmowy Betsy jest zaintrygowana osobowością Travisa i zgadza się na kolejne spotkanie. Bickle zabiera ją do kina porno, co wywołuje jej negatywną reakcję. Betsy postanawia zerwać z nim relacje.
Po tym zdarzeniu Travis popada w paranoję i planuje wcielić w życie swoje fantazje. Kupuje kilka sztuk broni i nosi je ukryte pod ubraniem. W trakcie ćwiczeń przed lustrem wypowiada kwestię, która na stałe zapisała się w historii kina: „You talkin' to me?” (Mówisz do mnie?). Następnie ścina włosy na Irokeza. Przybywa na przemówienie senatora Palantine'a z zamiarem zastrzelenia go. Przykuwa uwagę agenta Secret Service i ucieka, nie osiągając celu.
Obsesyjnie stara się ochronić Iris (Jodie Foster), 12-letnią prostytutkę, którą spotkał podczas pracy. Płaci jej sutenerowi o pseudonimie „Sport” (Harvey Keitel) za spotkanie z nią, ale odrzuca jej seksualną propozycję. Próbuje ją przekonać, żeby przestała zarabiać jako prostytutka. Iris sprzeciwia się temu, co potęguje jego złość. Decyduje się odbić ją siłą. Zabija Sporta, jednak zostaje też ranny. W przypływie szału wdziera się do burdelu, eliminując ochroniarza oraz obsługiwanego przez Iris klienta.
Artykuły w prasie okrzyknęły Travisa bohaterem za uratowanie dziewczyny. Otrzymuje list od jej rodziców z podziękowaniami za zwrócenie im córki. Po rekonwalescencji spotyka ponownie Betsy. Na pytanie, ile musi mu zapłacić, Travis uśmiecha się i odjeżdża.

## Inspiracje
Martin Scorsese przyznał, że znaczący wpływ na jego dzieło miał indyjski reżyser Satyajit Ray. Postać Travisa była inspirowana cynicznym taksówkarzem Narsinghem (Soumitra Chatterjee), głównym bohaterem pochodzącego z 1962 roku filmu Abhijaan tego reżysera.
Drugim źródłem inspiracji był Arthur Bremer, który usiłował zabić kandydującego na prezydenta gubernatora Alabamy, George'a Wallace'a, podczas jego przemówienia wyborczego 15 maja 1972 roku.

## Reakcje krytyków
W rankingu 100 najsłynniejszych postaci filmowych ogłoszonym przez magazyn Empire Travis Bickle zajął 18. miejsce.
W rankingu 50 najsłynniejszych złoczyńców według Amerykańskiego Instytutu Filmowego Travis Bickle zajął 30. miejsce.
W rankingu 100 najbardziej pamiętnych cytatów w historii kina Amerykańskiego Instytutu Filmowego wypowiedziana przez Travisa kwestia You talkin' to me? zajęła 10. miejsce.